# 雷德菲爾德 (紐約州)
雷德菲爾德（英語：Redfield）是一個位於美國紐約州奧斯威戈縣的鎮。

## 人口
根據2020年美國人口普查的數據，雷德菲爾德的面積為241.97平方千米，當中陸地面積為232.63平方千米，而水域面積為9.34平方千米。當地共有人口476人，而人口密度為每平方千米2人。